# Leucochrysa dimidia
Leucochrysa dimidia är en insektsart som först beskrevs av Luisa Eugenia Navas 1925.  Leucochrysa dimidia ingår i släktet Leucochrysa och familjen guldögonsländor. Inga underarter finns listade i Catalogue of Life.